# Bo Broman (jurist)
Bo Ivar Bill Broman, född 24 mars 1913 i Lund, död 31 maj 2001, var en svensk jurist som var lagman i Eskilstuna tingsrätt från 1971 till 1980.
Broman blev filosofie kandidat vid Uppsala universitet 1934 och juris kandidat där 1938. Han genomförde sin tingstjänstgöring 1938-1942 innan han blev fiskal i Svea hovrätt 1942-1947. Broman var även vattenrättssekreterarare i Norrbygdens vattendomstol 1945-1946. Han var rådman i Eskilstuna rådhusrätt 1947-1970, rådman i Eskilstuna tingsrätt 1971 och blev samma år även lagman där (före september som tillförordnad), vilket han var till 1980.
Broman var son till läroverksadjunkt Ernst Broman och hans maka Olga, född Wallin. Han var från 1947 gift med Kerstin, född Hellgren 1921, död 1999.